# Max Koller
Max Koller (* 9. Mai 1933 in St. Gallen; † 16. Februar 2018) war ein Schweizer Grafiker und Buchgestalter. Er lebte in Engelburg bei St. Gallen.

## Leben und Werk
Max Koller ist in St. Gallen aufgewachsen und absolvierte in der Druckerei Fürer in den 1950er Jahren eine Ausbildung zum Schriftsetzer. In den Jahren 1955–1958 war er als Gestalter im Büro von Rudolf Hostettler in der Druckerei Zollikofer & Co. AG tätig. 1959 wechselte Max Koller auf Vermittlung von Rudolf Hostettler nach Basel in die Agentur von Karl Gerstner und Markus Kutter (Gerstner + Kutter). Nach zwei Jahren kehrte er wieder nach St. Gallen zu Zollikofer zurück, wo er bis zu seiner Pensionierung 1998 als vielseitiger Gestalter tätig war.
In sehr wenigen seiner Arbeiten ist Max Koller im Impressum vermerkt – meistens ist bescheiden erwähnt: Gestaltung, Satz und Druck Zollikofer & Co. AG, St. Gallen. So sind wenige seiner Arbeiten bekannt. Zu erwähnen sind zwei beispielgebende Schriftmusterverzeichnisse, sowie diverse Kataloge, insbesondere die Gestaltung zahlreicher Schutzumschläge, für den Verlag der Erker-Galerie in St. Gallen. Er pflegte keinen Stil, er hat immer so gearbeitet, wie er es für richtig hielt, sei es asymmetrisch oder mittelaxial. Beim Variantenreichtum der Aufgaben half Max Koller, dass er sich einerseits bei Zollikofer den sicheren Umgang mit Serifenschriften und mittel-axialer Typografie und andererseits bei Gerstner + Kutter Sicherheit und Gefühl im Umgang mit Groteskschriften und sachlicher Typografie angeeignet hatte. Kollers Gestaltung des Buches Das lebenslängliche Interview, die Sammlung Erna und Curt Burgauer, (Erker Verlag, St. Gallen, 1970) ist ein gutes Beispiel für sein hervorragendes Gespür für Layout und Bildkompositionen: Die Gestaltung ist klar und geordnet, ohne alle Elemente in einen allzu strengen Raster zu zwängen. Die Publikation Buchgestaltung in St. Gallen zeigt diverse weitere Arbeiten von Max Koller, die seine Versatilität und sein hohes Gestaltungsniveau belegen.
Max Koller unterrichtete während 16 Jahren nebenamtlich Typografie im Weiterbildungskurs ‹Typografischer Gestalter› an der Gestalterschule in St. Gallen. In dieser Zeit war er auch Mitglied im eidgenössischen Prüfungsteam. Sein klares, differenziertes Urteil trug ihm sowohl als Lehrer wie als Prüfungsexperte hohe Achtung ein.